# Thơ phúng dụ
Thơ phúng dụ (tiếng Pháp: poésie allégorique) là một loại thơ chính trị cổ xưa, là loại thơ phản ánh hiện thực xã hội, chỉ trích các tệ nạn, dùng lời nói bóng gió nhằm khuyên can kín đáo đối với những kẻ cầm quyền. Từ phúng dụ bắt đầu có trong lời tựa của Ban Cố đời Hán viết cho bài Lưỡng đô phú.
Nhà thơ Bạch Cư Dị đời Đường tự chia thơ mình ra làm bốn loại, trong đó có thơ phúng dụ. Tuy tên gọi xuất hiện muộn nhưng loại thơ này đã có trong Kinh Thi, tố cáo, vạch trần những hủ bại đen tối, những hành vi xấu xa trong giới cầm quyền.
Trong các bài thơ ấy có bi phẫn, cảm khái, âu lo, bất bình, mai mỉa, có tác động tới thi ca đời sau, đặc biệt là thơ "Tân nhạc phủ" đời Đường và thơ Bạch Cư Dị.